# Martina Hingis
Martina Hingis (Košice, Eslovaquia, 30 de septiembre de 1980) es una exjugadora profesional de tenis suiza de origen checoslovaco. Ha sido la jugadora número 1 del mundo en el ranking WTA tanto en la modalidad de individuales como en la modalidad de dobles. Durante su carrera ha ganado cinco torneos individuales de Grand Slam (tres Abiertos de Australia, un Wimbledon y un Abierto de Estados Unidos) y fue finalista en otros siete, incluyendo dos veces en Roland Garros. También obtuvo trece títulos de Grand Slam en dobles femeninos —ganando el Grand Slam (los cuatro torneos en un mismo año) en 1998— y siete en dobles mixtos.
Además, Hingis ganó 17 torneos individuales de Tier I, dos WTA Tour Championships y un total de 43 títulos individuales, así como 64 títulos en dobles. En total, cuenta con 114 títulos, combinados. Se mantuvo en el número 1 en individuales del ranking WTA durante 209 semanas. Es considerada una de las mejores deportistas que han existido en su país.
Tras varias lesiones crónicas y graves en los ligamentos de los pies, se retiró en octubre de 2002 a la edad de 22 años. Después de múltiples operaciones y una larga recuperación, Hingis volvió a las pistas del circuito de la WTA en 2006. A su regreso a las pistas logró ocupar el 6.º lugar del ranking mundial y ganar 3 títulos WTA en individuales.
El 1 de noviembre de 2007 anunció su retirada del tenis después de meses de lesiones y dar positivo en test por cocaína realizado tras la edición del Campeonato de Wimbledon 2007. El 4 de enero de 2008 el test fue confirmado siendo Hingis suspendida por dos años, a contar desde el 1 de octubre de 2007.
El 15 de julio de 2013 anunció su regreso como doblista en el Torneo de Carslbad, que se celebró dos semanas más tarde. En su regreso, Hingis ganó diez torneos de Grand Slam, cuatro en dobles femeninos y seis en dobles mixtos, y una medalla de plata con Timea Bacsinszky en los Juegos Olímpicos de Río de Janeiro. Hingis anunció su retirada del tenis en octubre de 2017, acabando su carrera profesional mientras ocupaba el número 1 ranking de dobles.

## Carrera
Hingis empezó a jugar a una edad muy temprana, a los 5 años comenzó a participar en torneos, en 1996, hizo pareja con Helena Suková en el evento de dobles femeninos e hizo historia al convertirse en la persona más joven en ganar el Campeonato de Wimbledon (Wimbledon Championships) con 15 años.
En cuanto a individuales, ha ganado el Campeonato de Wimbledon, el Abierto de Estados Unidos (US Open) en 1997 y el Abierto de Australia (Australian Open) en 1997, 1998 y 1999. En 1998 ganó los cuatro torneos del Grand Slam en dobles.
Por su triunfo en el Abierto de Australia de 1997, pasó a la historia por convertirse en la jugadora más joven en ganar un Grand Slam individual a la edad de 16 años, 3 meses y 26 días.
En 1999 Hingis gana su tercera victoria consecutiva del Abierto de Australia de sencillos al vencer en la final a la francesa Amelie Mauresmo en una hora y 7 minutos por 6-2 y 6-3, así como el título de dobles (con Anna Kournikova). A continuación, llegó a la final del Abierto de Francia y tenía tres puntos de ventaja para alcanzar la victoria en el segundo set antes de perder ante Steffi Graf. Durante el partido, Hingis había enfurecido al público por discutir con el árbitro en varias llamadas de línea (cruzando la red en una ocasión), ir al baño en un temprano descanso en el set final, y dos veces sirviendo el saque bajo el brazo en el punto para partido. En lágrimas después del partido, fue consolada por su madre cuando ella regresó a la cancha para la ceremonia de premiación. Tras el Abierto de Francia, Martina reveló en Wimbledon que su madre había dejado de ser su entrenadora. Después tuvo un gran revés perdiendo en la primera ronda por 6-2, 6-0 ante Jelena Dokic en Wimbledon. Hingis se recuperó para llegar a su tercera final consecutiva en el Abierto de Estados Unidos, donde perdió ante Serena Williams. Ganó un total de siete títulos individuales en ese año y consiguió el ranking n.º 1 de sencillos. También llegó a la final del Campeonato del Tour de la WTA, donde cayó ante la estadounidense Lindsay Davenport.
Por lo anterior fuera poco, batió 2 nuevos récords de precocidad al convertirse en la jugadora más joven en ser número 1 del ranking de la WTA y de ser la más joven ganadora del torneo de Wimbledon con 16 años, 9 meses y 5 días.

El 26 de enero de 2002, Martina disputó su sexta final consecutiva en el Abierto de Australia, pero perdió ante Jennifer Capriati en una de las remontadas más legendarias en toda la historia del Grand Slam femenino, la estadounidense salvó 4 match points en el segundo set.
Hingis, algunas veces conocida como 'Swiss Miss' (inglés: "Señorita Suiza"), fue ampliamente admirada por su estilo atractivo de jugar así como por su éxito. Al faltarle el poder de Mónica Seles o Serena Williams, Hingis lo compensó con sus disparos precisos y fluidos, con una gran habilidad en la red (lo que le permitió convertirse en una jugadora extraordinaria en dobles), y una admirable selección de tiros.
Hingis es también popular con el público tenista debido a su usual comportamiento alegre y efervescente en público. Todo lo anterior, combinado con una atractiva apariencia, hizo de Hingis el sueño de cualquier publicista. Sus apariciones en dobles con Anna Kournikova atraían una gran atención, principalmente por esta razón.
Habla cinco idiomas: checo, alemán (en particular alemán suizo), inglés, eslovaco y francés.
De acuerdo a un artículo publicado en mayo de 2003, Hingis pasa su tiempo estudiando inglés, haciendo apariciones personales para varios patrocinadores, jugando tenis recreacionalmente, y complaciéndose con su amor a la equitación.
El 22 de mayo de 2006 recibe el premio Laureus a la mejor reaparición mundial del año.
En su regreso al tenis ha conseguido grandes victorias frente a jugadoras como María Sharápova, Yelena Deméntieva o Ana Ivanović. Sus destacadas actuaciones se vieron premiadas en el torneo de Roma sobre arcilla, en el que derrotó a Dinara Safina en la final, después de un duro partido de semifinal frente a Venus Williams.
En su primer torneo de 2007, su segundo año tras el regreso, en Gold Coast, cayó en la final frente a la rusa Dinara Safina. Una semana después caería estrepitosamente en primera ronda del torneo de Sídney contra la ya ascendente y fuerte serbia Jelena Janković, quien logró llegar hasta la final de dicho torneo. Ya preparada para el Abierto de Australia, la jugadora suiza logra fáciles victorias hasta su llegada a octavos de final, en donde se encontraría con la china Li Na, que venía de derrotar a Safina. Jugando de forma inteligente y consistente, Hingis logró la victoria, reflejando en el tercer set un claro 6-0 a su favor. Vendría quizás una de sus pruebas más fuertes: enfrentarse a Kim Clijsters en la ronda de cuartos de final, la misma en la que perdió en 2006 y ante la misma verdugo de entonces. Este enfrentamiento de cuartos de final, lo afrontaría Hingis con esa mente audaz de la que siempre ha gozado, y tras arrebatar el primer set a Clijsters, vería mermar su ritmo de juego, para caer en los dos sets siguientes, lo que significaría su segunda derrota consecutiva en la misma ronda de un torneo en el que llegó a la final seis veces consecutivas, ganando las primeras tres y perdiendo las siguientes.
Hingis es una de las jugadoras más brillantes en la historia del tenis, considerada una niña prodigio del tenis, la suiza siempre ha mantenido una técnica exquisita y potentes golpes. Su estilo de tenis es efectivo contra jugadoras de potencia, por desgracia Hingis necesita estar en una forma perfecta para jugar su tenis, y cuando está lesionada no tiene muchas posibilidades ante jugadoras potentes como las de la legión rusa, las hermanas Williams, la checa Nicole Vaidisova o la serbia Ivanovic por ejemplo.
Hingis seguiría en 2007 en búsqueda de su mejor nivel y así ganaría por quinta ocasión el prestigioso torneo de Toray Pan Pacific, en Tokio, Japón, logrando convertirse en la jugadora que en más ocasiones ha logrado alzarse con el trofeo de campeona, pues desempataría con Lindsay Davenport. En esta final, en contraposición a la de 2006 en la que cayó ante Deméntieva —a quien derrotó en semifinales, tomando revancha—, Hingis haría gala de su gran solidez mental y de sus acertados golpes, para ganar a la joven serbia Ana Ivanović por 6-4 y 6-2, quien llegaba al último partido tras la retirada de María Sharápova en semifinales. Este título le permitiría además igualar a 1-1 en los encuentros con la serbia quien le había arrebatado el título de Montreal en 2006. Martina sumaría también de esta forma su tercera corona desde su gran regreso a la actividad tenística, después de sus logros en Roma y Calcuta.
La ex número uno mundial, anunció el 1 de noviembre de 2007, en una conferencia de prensa en Zúrich, su retirada del tenis profesional en medio de la sospecha por un caso de dopaje por cocaína en Wimbledon 2007, del cual se declaró inocente.
Sin embargo, en 2013, Hingis volvió al circuito, compitiendo exclusivamente en la modalidad de dobles.
A partir de 2014 ha ganado tres títulos de Grand Slam en la modalidad de dobles, todos ellos junto a la jugadora india Sania Mirza, más otros siete Grand Slam en la modalidad de dobles mixtos, junto al indio Leander Paes y al británico Jamie Murray.
El 26 de octubre de 2017, Hingis anunció su retiro definitivo del tenis profesional, a la edad de 37 años.

## Títulos de Grand Slam

### Individual

#### Campeona (5)
| Año  | Torneo               | Oponente          | Resultado     |
| 1997 | Abierto de Australia | Mary Pierce       | 6-2, 6-2      |
| 1997 | Wimbledon            | Jana Novotná      | 2-6, 6-3, 6-3 |
| 1997 | Abierto de EE. UU.   | Venus Williams    | 6-0, 6-4      |
| 1998 | Abierto de Australia | Conchita Martínez | 6-3, 6-3      |
| 1999 | Abierto de Australia | Amélie Mauresmo   | 6-2, 6-3      |

#### Finalista (7)
| Año  | Torneo               | Oponente          | Resultado        |
| 1997 | Roland Garros        | Iva Majoli        | 4-6, 2-6         |
| 1998 | Abierto de EE. UU.   | Lindsay Davenport | 3-6, 5-7         |
| 1999 | Roland Garros        | Steffi Graf       | 6-4, 5-7, 2-6    |
| 1999 | Abierto de EE. UU.   | Serena Williams   | 3-6, 6-7(4)      |
| 2000 | Abierto de Australia | Lindsay Davenport | 1-6, 5-7         |
| 2001 | Abierto de Australia | Jennifer Capriati | 4-6, 3-6         |
| 2002 | Abierto de Australia | Jennifer Capriati | 6-4, 6-7(7), 2-6 |

### Dobles

#### Campeona (13)
| Año  | Torneo               | Pareja          | Oponentes en la final                      | Resultado        |
| 1996 | Wimbledon            | Helena Suková   | Meredith McGrath Larisa Neiland            | 5-7, 7-5, 6-1    |
| 1997 | Abierto de Australia | Natasha Zvereva | Lindsay Davenport Lisa Raymond             | 6-2, 6-2         |
| 1998 | Abierto de Australia | Mirjana Lučić   | Lindsay Davenport Natasha Zvereva          | 6-4, 2-6, 6-3    |
| 1998 | Roland Garros        | Jana Novotná    | Lindsay Davenport Natasha Zvereva          | 6-1, 7-6(4)      |
| 1998 | Wimbledon            | Jana Novotná    | Lindsay Davenport Natasha Zvereva          | 6-3, 3-6, 8-6    |
| 1998 | Abierto de EE.UU.    | Jana Novotná    | Lindsay Davenport Natasha Zvereva          | 6-3, 6-3         |
| 1999 | Abierto de Australia | Anna Kournikova | Lindsay Davenport Natasha Zvereva          | 7-5, 6-3         |
| 2000 | Roland Garros        | Mary Pierce     | Virginia Ruano Paola Suárez                | 6-2, 6-4         |
| 2002 | Abierto de Australia | Anna Kournikova | Daniela Hantuchová Arantxa Sánchez Vicario | 6-2, 6-7(4), 6-1 |
| 2015 | Wimbledon            | Sania Mirza     | Yekaterina Makárova Yelena Vesniná         | 5-7, 7-6(4), 7-5 |
| 2015 | Abierto de EE.UU.    | Sania Mirza     | Casey Dellacqua Yaroslava Shvédova         | 6-3, 6-3         |
| 2016 | Abierto de Australia | Sania Mirza     | Andrea Hlaváčková Lucie Hradecká           | 7-6(1), 6-3      |
| 2017 | Abierto de EE.UU.    | Yung-Jan Chan   | Lucie Hradecká Kateřina Siniaková          | 6-3, 6-2         |

#### Finalista (3)
| Año  | Torneo               | Pareja          | Oponentes en la final              | Resultado        |
| 1999 | Roland Garros        | Anna Kournikova | Serena Williams Venus Williams     | 3-6, 7-6(2), 6-8 |
| 2000 | Abierto de Australia | Mary Pierce     | Lisa Raymond Rennae Stubbs         | 4-6, 7-5, 4-6    |
| 2014 | Abierto de EE.UU.    | Flavia Pennetta | Yekaterina Makárova Yelena Vesniná | 6-2, 3-6, 2-6    |

### Dobles mixto

#### Campeona (7)
| Año  | Torneo               | Pareja          | Oponentes en la final             | Resultado        |
| 2006 | Abierto de Australia | Mahesh Bhupathi | Elena Likhovtseva Daniel Nestor   | 6-3, 6-3         |
| 2015 | Abierto de Australia | Leander Paes    | Kristina Mladenovic Daniel Nestor | 6-4, 6-3         |
| 2015 | Wimbledon            | Leander Paes    | Tímea Babos Alexander Peya        | 6-1, 6-1         |
| 2015 | Abierto de EE.UU.    | Leander Paes    | Bethanie Mattek-Sands Sam Querrey | 6-4, 3-6, [10-7] |
| 2016 | Roland Garros        | Leander Paes    | Sania Mirza Ivan Dodig            | 4-6, 6-4, [10-8] |
| 2017 | Wimbledon            | Jamie Murray    | Heather Watson Henri Kontinen     | 6-4, 6-4         |
| 2017 | Abierto de EE.UU.    | Jamie Murray    | Hao-Ching Chan Michael Venus      | 6-1, 4-6, [10-8] |

## Títulos WTA (107; 43+64)

### Individuales (43)
| Leyenda (Individuales)            |
| --------------------------------- |
| Grand Slam (5)                    |
| WTA Tour Championships/Finals (2) |
| Tier I (17)                       |
| Tier II (16)                      |
| Tier III (3)                      |
| Tier IV (0)                       |

| Títulos por superficie |
| Dura (20)              |
| Tierra batida (7)      |
| Hierba (2)             |
| Moqueta (14)           |

| N.º | Fecha                    | Torneo               | Superficie    | Oponente en la final    | Resultado           |
| --- | ------------------------ | -------------------- | ------------- | ----------------------- | ------------------- |
| 1.  | 13 de octubre de 1996    | Filderstadt          | Dura (i)      | Anke Huber              | 6-2, 3-6, 6-3       |
| 2.  | 10 de noviembre de 1996  | Oakland              | Dura          | Mónica Seles            | 6-2, 6-0            |
| 3.  | 12 de enero de 1997      | Sídney               | Dura          | Jennifer Capriati       | 6-1, 5-7, 6-1       |
| 4.  | 26 de enero de 1997      | Abierto de Australia | Dura          | Mary Pierce             | 6-2, 6-2            |
| 5.  | 2 de febrero de 1997     | Tokio (Pacífico)     | Dura (i)      | Steffi Graf             | w/o                 |
| 6.  | 16 de febrero de 1997    | París                | Dura          | Anke Huber              | 6-3, 3-6, 6-3       |
| 7.  | 30 de marzo de 1997      | Miami                | Dura          | Mónica Seles            | 6-2, 6-1            |
| 8.  | 6 de abril de 1997       | Hilton Head          | Tierra batida | Mónica Seles            | 3-6, 6-3, 7-6(5)    |
| 9.  | 6 de julio de 1997       | Wimbledon            | Hierba        | Jana Novotná            | 2-6, 6-3, 6-3       |
| 10. | 27 de julio de 1997      | Stanford             | Dura          | Conchita Martínez       | 6-0, 6-2            |
| 11. | 3 de agosto de 1997      | San Diego            | Dura          | Mónica Seles            | 7-6(4), 6-4         |
| 12. | 7 de septiembre de 1997  | Abierto de EE.UU.    | Dura          | Venus Williams          | 6-0, 6-4            |
| 13. | 12 de octubre de 1997    | Filderstadt          | Dura (i)      | Lisa Raymond            | 6-2, 6-4            |
| 14. | 16 de noviembre de 1997  | Filadelfia           | Dura (i)      | Lindsay Davenport       | 7-5, 6-7(7), 7-6(4) |
| 15. | 1 de febrero de 1998     | Abierto de Australia | Dura          | Conchita Martínez       | 6-3, 6-3            |
| 16. | 15 de marzo de 1998      | Indian Wells         | Dura          | Lindsay Davenport       | 6-3, 6-4            |
| 17. | 4 de mayo de 1998        | Hamburgo             | Tierra batida | Jana Novotná            | 6-3, 7-5            |
| 18. | 17 de mayo de 1998       | Roma                 | Tierra batida | Venus Williams          | 6-3, 2-6, 6-3       |
| 19. | 22 de noviembre de 1998  | Tour Championships   | Dura (i)      | Lindsay Davenport       | 7-5, 4-6, 6-4, 6-2  |
| 20. | 31 de enero de 1999      | Abierto de Australia | Dura          | Amélie Mauresmo         | 6-2, 6-3            |
| 21. | 7 de febrero de 1999     | Tokio (Pacífico)     | Dura (i)      | Amanda Coetzer          | 6-2, 6-1            |
| 22. | 4 de abril de 1999       | Hilton Head          | Tierra batida | Anna Kournikova         | 6-4, 6-3            |
| 23. | 16 de mayo de 1999       | Berlín               | Tierra batida | Julie Halard-Decugis    | 6-0, 6-1            |
| 24. | 8 de agosto de 1999      | San Diego            | Dura          | Venus Williams          | 6-4, 6-0            |
| 25. | 22 de agosto de 1999     | Toronto              | Dura          | Mónica Seles            | 6-4, 6-4            |
| 26. | 10 de octubre de 1999    | Filderstadt          | Dura (i)      | Mary Pierce             | 6-4, 6-1            |
| 27. | 6 de febrero de 2000     | Tokio (Pacífico)     | Dura (i)      | Sandrine Testud         | 6-3, 7-5            |
| 28. | 2 de abril de 2000       | Miami                | Dura          | Lindsay Davenport       | 6-3, 6-2            |
| 29. | 7 de mayo de 2000        | Hamburgo             | Tierra batida | Arantxa Sánchez Vicario | 6-3, 6-3            |
| 30. | 25 de junio de 2000      | 's-Hertogenbosch     | Hierba        | Ruxandra Dragomir       | 6-2, 3-0, ret.      |
| 31. | 20 de agosto de 2000     | Montreal             | Dura          | Serena Williams         | 0-6, 6-3, 3-0, ret. |
| 32. | 8 de octubre de 2000     | Filderstadt          | Dura (i)      | Kim Clijsters           | 6-0, 6-3            |
| 33. | 15 de octubre de 2000    | Zúrich               | Dura (i)      | Lindsay Davenport       | 6-4, 4-6, 7-5       |
| 34. | 29 de octubre de 2000    | Moscú                | Dura (i)      | Anna Kournikova         | 6-3, 6-1            |
| 35. | 19 de noviembre de 2000  | Tour Championships   | Dura (i)      | Mónica Seles            | 6-7(5), 6-4, 6-4    |
| 36. | 8 de enero de 2001       | Sídney               | Dura          | Lindsay Davenport       | 6-3, 4-6, 7-5       |
| 37. | 18 de febrero de 2001    | Doha                 | Dura          | Sandrine Testud         | 6-3, 6-2            |
| 38. | 25 de febrero de 2001    | Dubái                | Dura          | Nathalie Tauziat        | 6-4, 6-4            |
| 39. | 13 de enero de 2002      | Sídney               | Dura          | Meghann Shaughnessy     | 6-2, 6-3            |
| 40. | 3 de febrero de 2002     | Tokio (Pacífico)     | Dura (i)      | Mónica Seles            | 7-6(6), 4-6, 6-3    |
| 41. | 15 de mayo de 2006       | Roma                 | Tierra batida | Dinara Sáfina           | 6-2, 7-5            |
| 42. | 18 de septiembre de 2006 | Calcuta              | Dura          | Olga Puchkova           | 6-0, 6-4            |
| 43. | 4 de febrero de 2007     | Tokio (Pacífico)     | Dura (i)      | Ana Ivanović            | 6-4, 6-2            |

#### Finalista (25)
| N.º | Fecha                    | Torneo               | Superficie    | Oponente en la final | Resultado               |
| --- | ------------------------ | -------------------- | ------------- | -------------------- | ----------------------- |
| 1.  | 7 de mayo de 1995        | Hamburgo             | Tierra batida | Conchita Martínez    | 1-6, 0-6                |
| 2.  | 12 de mayo de 1996       | Roma                 | Tierra batida | Conchita Martínez    | 2-6, 3-6                |
| 3.  | 20 de octubre de 1996    | Zúrich               | Dura (i)      | Jana Novotná         | 2-6, 2-6                |
| 4.  | 24 de noviembre de 1996  | Tour Championships   | Dura (i)      | Steffi Graf          | 3-6, 6-4, 0-6, 6-4, 0-6 |
| 5.  | 8 de junio de 1997       | Roland Garros        | Tierra batida | Iva Majoli           | 4-6, 2-6                |
| 6.  | 8 de febrero de 1998     | Tokio (Pacífico)     | Dura (i)      | Lindsay Davenport    | 3-6, 3-6                |
| 7.  | 16 de agosto de 1998     | Los Ángeles          | Dura          | Lindsay Davenport    | 6-4, 4-6, 3-6           |
| 8.  | 13 de septiembre de 1998 | Abierto de EE. UU.   | Dura          | Lindsay Davenport    | 3-6, 5-7                |
| 9.  | 17 de junio de 1999      | Sídney               | Dura          | Lindsay Davenport    | 4-6, 3-6                |
| 10. | 6 de junio de 1999       | Roland Garros        | Tierra batida | Steffi Graf          | 6-4, 5-7, 2-6           |
| 11. | 12 de septiembre de 1999 | Abierto de EE. UU.   | Dura          | Serena Williams      | 3-6, 6-7(4)             |
| 12. | 17 de octubre de 1999    | Zúrich               | Dura (i)      | Venus Williams       | 3-6, 4-6                |
| 13. | 14 de noviembre de 1999  | Filadelfia           | Dura (i)      | Lindsay Davenport    | 3-6, 4-6                |
| 14. | 21 de noviembre de 1999  | Tour Championships   | Dura (i)      | Lindsay Davenport    | 4-6, 2-6                |
| 15. | 30 de enero de 2000      | Abierto de Australia | Dura          | Lindsay Davenport    | 1-6, 5-7                |
| 16. | 19 de marzo              | Indian Wells         | Dura          | Lindsay Davenport    | 6-4, 4-6, 0-6           |
| 17. | 12 de noviembre de 2000  | Filadelfia           | Dura (i)      | Lindsay Davenport    | 6-7(7), 4-6             |
| 18. | 28 de enero de 2001      | Abierto de Australia | Dura          | Jennifer Capriati    | 4-6, 3-6                |
| 19. | 4 de febrero de 2001     | Tokio (Pacífico)     | Dura (i)      | Lindsay Davenport    | 7-6(4), 4-6, 2-6        |
| 20. | 22 de abril de 2001      | Charleston           | Tierra batida | Jennifer Capriati    | 0-6, 6-4, 4-6           |
| 21. | 27 de enero de 2002      | Abierto de Australia | Dura          | Jennifer Capriati    | 6-4, 6-7(7), 2-6        |
| 22. | 16 de marzo de 2002      | Indian Wells         | Dura          | Daniela Hantuchová   | 3-6, 4-6                |
| 23. | 5 de febrero de 2006     | Tokio (Pacífico)     | Dura (i)      | Yelena Dementieva    | 2-6, 0-6                |
| 24. | 20 de agosto de 2006     | Montreal             | Dura          | Ana Ivanović         | 2-6, 3-6                |
| 25. | 6 de junio de 2007       | Gold Coast           | Dura          | Dinara Sáfina        | 3-6, 6-3, 5-7           |

### Clasificación en torneos del Grand Slam
| Torneo                 | 1995 | 1996 | 1997 | 1998 | 1999 | 2000 | 2001 | 2002 | 2003 | 2004 | 2005 | 2006 | 2007 | G-P  | Títulos |
| ---------------------- | ---- | ---- | ---- | ---- | ---- | ---- | ---- | ---- | ---- | ---- | ---- | ---- | ---- | ---- | ------- |
| Abierto de Australia   | 2R   | CF   | G    | G    | G    | F    | F    | F    | -    | -    | -    | CF   | CF   | 52-7 | 3       |
| Roland Garros          | 3R   | 3R   | F    | SF   | F    | SF   | SF   | -    | -    | -    | -    | CF   | -    | 35-8 | 0       |
| Wimbledon              | 1R   | 4R   | G    | SF   | 1R   | CF   | 1R   | -    | -    | -    | -    | 3R   | 3R   | 23-8 | 1       |
| Abierto de EE. UU.     | 4R   | SF   | G    | F    | F    | SF   | SF   | 4R   | -    | -    | -    | 2R   | 3R   | 43-9 | 1       |
| WTA Tour Championships | -    | F    | CF   | G    | F    | G    | -    | -    | -    | -    | -    | RR   | -    | 16-5 | 2       |

### Dobles (64)
| Leyenda: Antes de 2009            | Leyenda: A partir de 2009 |
| --------------------------------- | ------------------------- |
| Grand Slam (13)                   |                           |
| WTA Tour Championships/Finals (3) |                           |
| Tier I (13)                       | Premier Mandatory (7)     |
| Tier II (13)                      | Premier 5 (6)             |
| Tier III (0)                      | Premier (7)               |
| Tier IV & V (0)                   | International (2)         |

| N.º | Fecha                    | Torneo               | Superficie    | Pareja                  | Oponentes en la final                      | Resultado           |
| --- | ------------------------ | -------------------- | ------------- | ----------------------- | ------------------------------------------ | ------------------- |
| 1.  | 7 de mayo de 1995        | Hamburgo             | Tierra batida | Gigi Fernández          | Conchita Martínez Patricia Tarabini        | 6-2, 6-3            |
| 2.  | 7 de julio de 1996       | Wimbledon            | Hierba        | Helena Suková           | Meredith McGrath Larisa Neiland            | 5-7, 7-5, 6-1       |
| 3.  | 20 de octubre de 1996    | Zúrich               | Dura (i)      | Helena Suková           | Nicole Arendt Natasha Zvereva              | 7-5, 6-4            |
| 4.  | 26 de enero de 1997      | Abierto de Australia | Dura          | Natasha Zvereva         | Lindsay Davenport Lisa Raymond             | 6-2, 6-2            |
| 5.  | 16 de febrero de 1997    | París                | Dura (i)      | Helena Suková           | Alexandra Fusai Rita Grande                | 6-3, 6-0            |
| 6.  | 6 de abril de 1997       | Hilton Head          | Tierra batida | Mary Joe Fernández      | Lindsay Davenport Jana Novotná             | 7-5, 4-6, 6-1       |
| 7.  | 27 de julio de 1997      | Stanford             | Dura          | Lindsay Davenport       | Conchita Martínez Patricia Tarabini        | 6-1, 6-3            |
| 8.  | 3 de agosto de 1997      | San Diego            | Dura          | Arantxa Sánchez Vicario | Amy Frazier Kimberly Po                    | 6-3, 7-5            |
| 9.  | 28 de septiembre de 1997 | Leipzig              | Dura (i)      | Jana Novotná            | Yayuk Basuki Helena Suková                 | 6-2, 6-2            |
| 10. | 12 de octubre de 1997    | Filderstadt          | Dura (i)      | Arantxa Sánchez Vicario | Lindsay Davenport Jana Novotná             | 7-6, 3-6, 7-6       |
| 11. | 19 de octubre de 1997    | Zúrich               | Dura          | Arantxa Sánchez Vicario | Larisa Neiland Helena Suková               | 4-6, 6-4, 6-1       |
| 12. | 18 de enero de 1998      | Sídney               | Dura          | Helena Suková           | Katrina Adams Meredith McGrath             | 6-1, 6-2            |
| 13. | 1 de febrero de 1998     | Abierto de Australia | Dura          | Mirjana Lučić           | Lindsay Davenport Natasha Zvereva          | 6-4, 2-6, 6-3       |
| 14. | 8 de febrero de 1998     | Tokio (Pacífico)     | Dura (i)      | Mirjana Lučić           | Lindsay Davenport Natasha Zvereva          | 7-5, 6-4            |
| 15. | 29 de marzo de 1998      | Miami                | Dura          | Jana Novotná            | Arantxa Sánchez Vicario Natasha Zvereva    | 6-2, 3-6, 6-3       |
| 16. | 7 de junio de 1998       | Roland Garros        | Tierra batida | Jana Novotná            | Lindsay Davenport Natasha Zvereva          | 6-1, 7-6            |
| 17. | 5 de julio de 1998       | Wimbledon            | Hierba        | Jana Novotná            | Lindsay Davenport Natasha Zvereva          | 6-3, 3-6, 8-6       |
| 18. | 16 de agosto de 1998     | Los Ángeles          | Dura          | Helena Suková           | Tamarine Tanasugarn Elena Tatarkova        | 6-4, 6-2            |
| 19. | 23 de agosto de 1998     | Montreal             | Dura          | Jana Novotná            | Yayuk Basuki Caroline Vis                  | 6-3, 6-4            |
| 20. | 3 de septiembre de 1998  | Abierto de EE.UU.    | Dura          | Jana Novotná            | Lindsay Davenport Natasha Zvereva          | 6-3, 6-3            |
| 21. | 31 de enero de 1999      | Abierto de Australia | Dura          | Anna Kournikova         | Lindsay Davenport Natasha Zvereva          | 7-5, 6-3            |
| 22. | 14 de marzo de 1999      | Indian Wells         | Dura          | Anna Kournikova         | Mary Joe Fernández Jana Novotná            | 6-2, 6-2            |
| 23. | 28 de marzo de 1999      | Miami                | Dura          | Jana Novotná            | Mary Joe Fernández Mónica Seles            | 6-0, 4-6, 7-6       |
| 24. | 9 de mayo de 1999        | Roma                 | Tierra batida | Anna Kournikova         | Alexandra Fusai Nathalie Tauziat           | 6-2, 6-2            |
| 25. | 20 de junio de 1999      | Eastbourne           | Hierba        | Anna Kournikova         | Jana Novotná Natasha Zvereva               | 6-4, retiradas      |
| 26. | 21 de noviembre de 1999  | Tour Championships   | Dura (i)      | Anna Kournikova         | Arantxa Sánchez Vicario Larisa Neiland     | 6-4, 6-4            |
| 27. | 6 de febrero de 2000     | Tokio (Pacífico)     | Dura (i)      | Mary Pierce             | Alexandra Fusai Nathalie Tauziat           | 6-4, 6-1            |
| 28. | 11 de junio de 2000      | Roland Garros        | Tierra batida | Mary Pierce             | Virginia Ruano Paola Suárez                | 6-2, 6-4            |
| 29. | 20 de agosto de 2000     | Montreal             | Dura          | Nathalie Tauziat        | Julie Halard-Decugis Ai Sugiyama           | 6-3, 3-6, 6-4       |
| 30. | 8 de octubre de 2000     | Filderstadt          | Dura (i)      | Anna Kournikova         | Arantxa Sánchez Vicario Barbara Schett     | 6-4, 6-2            |
| 31. | 15 de octubre de 2000    | Zúrich               | Dura (i)      | Anna Kournikova         | Kimberly Po Anne-Gaëlle Sidot              | 6-3, 6-4            |
| 32. | 12 de noviembre de 2000  | Filadelfia           | Dura (i)      | Anna Kournikova         | Lisa Raymond Rennae Stubbs                 | 6-2, 7-5            |
| 33. | 19 de noviembre de 2000  | Tour Championships   | Dura (i)      | Anna Kournikova         | Nicole Arendt Manon Bollegraf              | 6-2, 6-3            |
| 34. | 7 de octubre de 2001     | Moscú                | Dura (i)      | Anna Kournikova         | Yelena Dementieva Lina Krasnoroutskaya     | 7-6, 6-3            |
| 35. | 27 de enero de 2002      | Abierto de Australia | Dura          | Anna Kournikova         | Daniela Hantuchová Arantxa Sánchez Vicario | 6-2, 6-7, 6-1       |
| 36. | 5 de mayo de 2002        | Hamburgo             | Tierra batida | Barbara Schett          | Daniela Hantuchová Arantxa Sánchez Vicario | 6-1, 6-1            |
| 37. | 3 de marzo de 2007       | Doha                 | Dura          | María Kirilenko         | Ágnes Szávay Vladimira Uhlirova            | 6-1, 6-1            |
| 38. | 30 de marzo de 2014      | Miami                | Dura          | Sabine Lisicki          | Yekaterina Makárova Yelena Vesniná         | 4-6, 6-4, [10-5]    |
| 39. | 27 de septiembre de 2014 | Wuhan                | Dura          | Flavia Pennetta         | Cara Black Caroline Garcia                 | 6-4, 5-7, [12-10]   |
| 40. | 18 de octubre de 2014    | Moscú                | Dura (i)      | Flavia Pennetta         | Caroline Garcia Arantxa Parra              | 6-3, 7-5            |
| 41. | 10 de enero de 2015      | Brisbane             | Dura          | Sabine Lisicki          | Caroline Garcia Katarina Srebotnik         | 6-2, 7-5            |
| 42. | 21 de marzo de 2015      | Indian Wells         | Dura          | Sania Mirza             | Yekaterina Makárova Yelena Vesniná         | 6-3, 6-4            |
| 43. | 5 de abril de 2015       | Miami                | Dura          | Sania Mirza             | Yekaterina Makárova Yelena Vesniná         | 7-5, 6-1            |
| 44. | 12 de abril de 2015      | Charleston           | Tierra batida | Sania Mirza             | Casey Dellacqua Darija Jurak               | 6-0, 6-4            |
| 45. | 11 de julio de 2015      | Wimbledon            | Hierba        | Sania Mirza             | Yekaterina Makárova Yelena Vesniná         | 5-7, 7-6(4), 7-5    |
| 46. | 13 de septiembre de 2015 | Abierto de EE.UU.    | Dura          | Sania Mirza             | Yaroslava Shvédova Casey Dellacqua         | 6-3, 6-3            |
| 47. | 26 de septiembre de 2015 | Guangzhou            | Dura          | Sania Mirza             | Shilin Xu Xiaodi You                       | 6-3, 6-1            |
| 48. | 3 de octubre de 2015     | Wuhan                | Dura          | Sania Mirza             | Irina-Camelia Begu Monica Niculescu        | 6-2, 6-3            |
| 49. | 10 de octubre de 2015    | Pekín                | Dura          | Sania Mirza             | Hao-Ching Chan Yung-Jan Chan               | 6-7(9), 6-1, [10-8] |
| 50. | 1 de noviembre de 2015   | WTA Finals           | Dura (i)      | Sania Mirza             | Garbiñe Muguruza Carla Suárez              | 6-0, 6-3            |
| 51. | 9 de enero de 2016       | Brisbane             | Dura          | Sania Mirza             | Angelique Kerber Andrea Petković           | 7-5, 6-1            |
| 52. | 15 de enero de 2016      | Sídney               | Dura          | Sania Mirza             | Caroline Garcia Kristina Mladenovic        | 1-6, 7-5, [10-5]    |
| 53. | 29 de enero de 2016      | Abierto de Australia | Dura          | Sania Mirza             | Andrea Hlaváčková Lucie Hradecká           | 7-6(1), 6-3         |
| 54. | 14 de febrero de 2016    | San Petersburgo      | Dura (i)      | Sania Mirza             | Vera Dushevina Barbora Krejčiková          | 6-3, 6-1            |
| 55. | 15 de mayo de 2016       | Roma                 | Tierra batida | Sania Mirza             | Yekaterina Makárova Yelena Vesniná         | 6-1, 6-7(5), [10-3] |
| 56. | 18 de marzo de 2017      | Indian Wells         | Dura          | Yung-Jan Chan           | Lucie Hradecká Kateřina Siniaková          | 7-6(4), 6-2         |
| 57. | 13 de mayo de 2017       | Madrid               | Tierra batida | Yung-Jan Chan           | Tímea Babos Andrea Hlaváčková              | 6-4, 6-3            |
| 58. | 21 de mayo de 2017       | Roma                 | Tierra batida | Yung-Jan Chan           | Yekaterina Makárova Yelena Vesniná         | 7-5, 7-6(4)         |
| 59. | 25 de junio de 2017      | Mallorca             | Hierba        | Yung-Jan Chan           | Jelena Janković Anastasija Sevastova       | w/o                 |
| 60. | 1 de julio de 2017       | Eastbourne           | Hierba        | Yung-Jan Chan           | Ashleigh Barty Casey Dellacqua             | 6-3, 7-5            |
| 61. | 19 de agosto de 2017     | Cincinnati           | Dura          | Yung-Jan Chan           | Su-Wei Hsieh Monica Niculescu              | 4-6, 6-4, [10-7]    |
| 62. | 10 de septiembre de 2017 | Abierto de EE.UU.    | Dura          | Yung-Jan Chan           | Lucie Hradecká Kateřina Siniaková          | 6-3, 6-2            |
| 63. | 30 de septiembre de 2017 | Wuhan                | Dura          | Yung-Jan Chan           | Shuko Aoyama Zhaoxuan Yang                 | 7-6(5), 3-6, [10-4] |
| 64. | 8 de octubre de 2017     | Pekín                | Dura          | Yung-Jan Chan           | Tímea Babos Andrea Hlaváčková              | 6-1, 6-4            |

#### Finalista (22)
| N.º | Fecha                   | Torneo               | Superficie        | Pareja           | Oponentes en la final                  | Resultado         |
| --- | ----------------------- | -------------------- | ----------------- | ---------------- | -------------------------------------- | ----------------- |
| 1.  | 27 de agosto de 1995    | Toronto              | Dura              | Iva Majoli       | Gabriela Sabatini Brenda Schultz       | 6-4, 0-6, 3-6     |
| 2.  | 5 de mayo de 1996       | Hamburgo             | Tierra batida     | Gigi Fernández   | Arantxa Sánchez Vicario Brenda Schultz | 6-4, 6-7(10), 4-6 |
| 3.  | 12 de mayo de 1996      | Roma                 | Tierra batida     | Gigi Fernández   | Arantxa Sánchez Vicario Irina Spîrlea  | 4-6, 6-3, 3-6     |
| 4.  | 19 de mayo de 1996      | Berlín               | Tierra batida     | Helena Suková    | Meredith McGrath Larisa Neiland        | 1-6, 7-5, 6-7(4)  |
| 5.  | 13 de octubre de 1996   | Filderstadt          | Dura (i)          | Helena Suková    | Nicole Arendt Jana Novotná             | 2-6, 3-6          |
| 6.  | 2 de febrero de 1997    | Tokio (Pacífico)     | Dura (i)          | Gigi Fernández   | Lindsay Davenport Natasha Zvereva      | 3-6, 3-6          |
| 7.  | 3 de mayo de 1997       | Hamburgo             | Tierra batida     | Jana Novotná     | Barbara Schett Patty Schnyder          | 6-7(3), 6-3, 3-6  |
| 8.  | 7 de febrero de 1999    | Tokio (Pacífico)     | Dura (i)          | Jana Novotná     | Lindsay Davenport Natasha Zvereva      | 2-6, 3-6          |
| 9.  | 6 de junio de 1999      | Roland Garros        | Tierra batida     | Anna Kournikova  | Serena Williams Venus Williams         | 3-6, 7-6(2), 6-8  |
| 10. | 16 de enero de 2000     | Sídney               | Dura              | Mary Pierce      | Julie Halard-Decugis Ai Sugiyama       | 0-6, 3-6          |
| 11. | 30 de enero de 2000     | Abierto de Australia | Dura              | Mary Pierce      | Lisa Raymond Rennae Stubbs             | 4-6, 7-5, 4-6     |
| 12. | 29 de octubre de 2000   | Moscú                | Dura (i)          | Anna Kournikova  | Julie Halard-Decugis Ai Sugiyama       | 6-4, 4-6, 6-7(5)  |
| 13. | 5 de agosto de 2001     | San Diego            | Dura              | Anna Kournikova  | Cara Black Elena Likhovtseva           | 4-6, 6-1, 4-6     |
| 14. | 13 de enero de 2002     | Sídney               | Dura              | Anna Kournikova  | Lisa Raymond Rennae Stubbs             | w/o               |
| 15. | 21 de junio de 2014     | Eastbourne           | Hierba            | Flavia Pennetta  | Hao-Ching Chan Yung-Jan Chan           | 3-6, 7-5, [7-10]  |
| 16. | 6 de septiembre de 2014 | Abierto de EE.UU.    | Dura              | Flavia Pennetta  | Yekaterina Makárova Yelena Vesniná     | 6-2, 3-6, 2-6     |
| 17. | 17 de mayo de 2015      | Roma                 | Tierra batida     | Sania Mirza      | Tímea Babos Kristina Mladenovic        | 4-6, 3-6          |
| 18. | 24 de abril de 2016     | Stuttgart            | Tierra batida (i) | Sania Mirza      | Caroline Garcia Kristina Mladenovic    | 6-2, 1-6, [6-10]  |
| 19. | 7 de mayo de 2016       | Madrid               | Tierra batida     | Sania Mirza      | Caroline Garcia Kristina Mladenovic    | 4-6, 4-6          |
| 20. | 14 de agosto de 2016    | JJ.OO. Río 2016      | Dura              | Timea Bacsinszky | Yekaterina Makárova Yelena Vesniná     | 4-6, 4-6          |
| 21. | 21 de agosto de 2016    | Cincinnati           | Dura              | Coco Vandeweghe  | Sania Mirza Barbora Strýcová           | 5-7, 4-6          |
| 22. | 16 de abril de 2017     | Biel                 | Dura (i)          | Timea Bacsinszky | Su-Wei Hsieh Monica Niculescu          | 7-5, 3-6, [7-10]  |

### Clasificación de dobles en torneos del Grand Slam
| Torneo                 | 1995 | 1996 | 1997 | 1998 | 1999 | 2000 | 2001 | 2002 | 2003 | 2004 | 2005 | 2006 | 2007 | 2008 | 2009 | 2010 | 2011 | 2012 | 2013 | 2014 | 2015 | 2016 | 2017 | Títulos |
| ---------------------- | ---- | ---- | ---- | ---- | ---- | ---- | ---- | ---- | ---- | ---- | ---- | ---- | ---- | ---- | ---- | ---- | ---- | ---- | ---- | ---- | ---- | ---- | ---- | ------- |
| Abierto de Australia   | 1R   | 1R   | G    | G    | G    | F    | SF   | G    | -    | -    | -    | -    | 2R   | -    | -    | -    | -    | -    | -    | -    | 3R   | G    | 2R   | 5       |
| Roland Garros          | -    | CF   | SF   | G    | F    | G    | -    | -    | -    | -    | -    | -    | -    | -    | -    | -    | -    | -    | -    | -    | CF   | 3R   | SF   | 2       |
| Wimbledon              | 2R   | G    | CF   | G    | -    | 2R   | -    | -    | -    | -    | -    | -    | -    | -    | -    | -    | -    | -    | -    | 1R   | G    | CF   | CF   | 3       |
| Abierto de EE. UU.     | 3R   | SF   | SF   | G    | -    | 3R   | CF   | CF   | -    | -    | -    | -    | 3R   | -    | -    | -    | -    | -    | 1R   | F    | G    | SF   | G    | 3       |
| WTA Tour Championships | -    | CF   | CF   | CF   | G    | G    | -    | -    | -    | -    | -    | -    | -    | -    | -    | -    | -    | -    | -    | -    | G    | SF   | SF   | 3       |